# Spokojna rewolucja
Spokojna rewolucja (fr. révolution tranquille) – okres w historii Quebecu, czas rządów Liberalnej Partii Quebecu w latach 1960–1966.
W 1959 zmarł Maurice Duplessis, premier Quebecu i wieloletni szef Union Nationale. Data ta uchodzi za symboliczny koniec okresu tzw. wielkich ciemności (grande noirceur) w dziejach Quebecu, czyli dominacji w życiu politycznym i obyczajowym konserwatywnego stylu oraz utraty wpływów Kościoła katolickiego. Następca Duplessisa, Paul Sauvé, zmarł na początku 1960. Kolejnym szefem Union Nationale został Antoine Barrette. Do wyborów w 1960 ugrupowanie to przystąpiło wewnętrznie podzielone.
Tymczasem liberałowie w wyborach w 1952 zdobyli 23 mandaty, a w 1956 – 19. Przed wyborami w 1960 Partia Liberalna przeszła wewnętrzne reformy. Zmianie uległ też program partii. Liberałów popierało czasopisma „Le Devoir”. W kampanii wyborczej Partia Liberalna, kierowana przez Jeana Lesage’a, używała takich haseł jak „Czas na zmiany”, „Panami u siebie” i „Równość albo niepodległość”.
W wyborach w 1960 liberałowie zdobyli 51,3% głosów i 51 miejsc w parlamencie, a Union Nationale 46,6% głosów i 43 miejsca w parlamencie. W przedterminowych wyborach w 1962 liberałowie wzmocnili swoją pozycję, zdobywając 63 mandaty.
Najważniejszymi punktami ideologii spokojnej rewolucji były „zmiana roli państwa-rządu w kreowaniu życia Québécois; troska o quebecką rodzinę; wzmacniania pozycji języka francuskiego”.
Liberałowie doprowadzili do laicyzacji życia prowincji. Państwo przejęło z rąk Kościoła kontrolę nad szkolnictwem podstawowym i średnim, opieką zdrowotną oraz opieką społeczną. W efekcie rozrosła się administracja państwowa – powstało 27 nowych jednostek administracyjnych i o 53% wzrosła liczba zatrudnionych w służbie cywilnej. Na wydatki w szkolnictwie, służbie zdrowia i opiece społecznej liberałowie wydali prawie 70% budżetu.

## Edukacja
Reformą edukacji zajęła się powołana w 1961 komisja, na czele której stanął Alphonse-Marie Parent, prorektor Uniwersytetu Laval. Od nazwiska przewodniczącego nazywano ją Komisją Parenta. W 1964 na mocy uchwalonego w 1963 Prawa 60 (Bill 60) powołano do życie pierwsze w dziejach Quebecu świeckie ministerstwo edukacji. Na jego czele stanął Paul Gerin-Lajoie.
Nie doszło do likwidacji szkół wyznaniowych. Lesage, przywódca Partii Liberalnej, argumentował, że nie można zastępować jednego monopolu innym. Rodzice mieli możliwość wyboru, do jakiej szkoły, państwowej czy prywatnej (w tym wyznaniowej), chcieli posłać dziecko.
W 1966 stworzono tzw. CEGEPs, nową instytucję w quebeckiej edukacji, regulującą kształcenie na poziomie ponadpodstawowym. Dzieliła się na profil dwuletni, mający być przygotowaniem do studiów uniwersyteckich, i trzyletni zawodowy. W założeniu wprowadzenie CEGEPs miało ułatwić uzyskiwanie wyższego wykształcenie osobom z dzielnic robotniczych i z terenów wiejskich; w praktyce nie przyniosła oczekiwanych skutków. Podobne założenia towarzyszyły powstaniu w 1968 Université de Québec.
Mimo wszystko, w wyniku reformy edukacji znacznie wzrosła liczba osób uczących się w szkołach średnich, ponadśrednich oraz na uniwersytetach.

## Opieka zdrowotna i społeczna
W 1961 wprowadzono powszechne publiczne ubezpieczenie zdrowotne. W przypadku funduszy socjalnych rząd Quebecu starał się ograniczyć kontrolną rolę rządu federacyjnego w Ottawie. W 1964 zawarto w tej kwestii porozumienie, w myśl którego rządy prowincji były niezależne w dysponowaniu środkami na ubezpieczenia zdrowotne i szpitalne, zasiłki dla niepełnosprawnych i zasiłki rodzinne. W 1964 wprowadzono pierwszy w historii Quebecu plan emerytalny. W 1965 powstała Kasa Depozytowa, odpowiedzialna za środki emerytalne mieszkańców prowincji.

## Gospodarka
Liberałowie dążyli do wzmocnienia ekonomicznej pozycji Québécois. Powołali do życia Conseil d’Orientation Économique du Québec, odpowiedzialną za planowanie nowego modelu gospodarki prowincji. Przeprowadzili nacjonalizację części kompanii hydroenergetycznych. Przy pomocy interwencjonizmu państwowego próbowali też zreformować przemysł stalowy, drzewny i papierniczy. W swoich planach rząd był popierany przez związki zawodowe, w tym CSN i FTQ. W 1964 uchwalono nowy kodeks pracy, gwarantujący wszystkim pracownikom sektora publicznego (oprócz policjantów i strażaków) prawo do strajku.

## Kwestie językowe
Liberałowie dążyli do wzmocnienia roli języka francuskiego. Georges-Émile Lapalme, minister kultury, utworzył specjalne biuro, mające dbać o czystość języka francuskiego. Większość quebeckich elit była przeciwna temu pomysłowi, argumentując, że to właśnie joual był prawdziwym językiem Québécois. Nacjonaliści quebeccy, w tym także liberałowie, obawiali się, że napływ imigrantów spowoduje wzrost ludności anglofońskiej w prowincji. Próby odgórnego forsowania języka francuskiego w szkołach doprowadziło do różnych sytuacji kryzysowych. Rozwiązać ją miało Prawo 63 (Bill 63) z 1969, w myśl którego rodzice mogli wybierać język, w jakim będą uczyć się ich dzieci.
Nawiązano też więzi kulturowe we Francji, powstało francusko-quebeckie biuro do spraw młodzieży. W 1965 Quebec podpisał z Francją umowę w sprawie wymiany kulturowo-edukacyjnej.

## Sytuacja Kościoła
Okres spokojnej rewolucji zbiegł się z II Soborem Watykańskim, co postawiło Kościół quebecki w zupełnie nowej sytuacji. Zarówno reformy wewnątrz Kościoła, jak i w samym Quebecu w zdecydowany sposób wpłynęły na rolę religii. Społeczna modernizacja przyczyniła się do otwarcia na nowe ideologie i style życia, co zapoczątkowało odpływ wiernych z Kościoła na niespotykaną wcześniej skalę. W ciągu dekady olbrzymia część wiernych zaprzestała praktyk religijnych i finansowania swych parafii. Mieszkańcy Quebecu, uchodzący wcześniej za jedno z najbardziej katolickich społeczeństw na świecie, w bardzo szybkim tempie ulegli daleko idącej sekularyzacji. Uaktywniły się m.in. wyraźne ruchy antyklerykalne. Doprowadziło to do zubożenia i bankructwa licznych parafii, także na prowincji. Zapoczątkowało to gwałtowny spadek powołań kapłańskich i zakonnych oraz rezygnację z tej posługi wielu duchownych. Nastąpiła również desakralizacja życia rodzinnego, wprowadzono m.in. śluby cywilne i rozwody, zniesiono kary za kontakty homoseksualne, zliberalizowano prawo do aborcji i upowszechniły się alternatywne formy rodziny, takie jak kohabitacja. Nastąpił też spadek dzietności quebeckich rodzin. Kościół nie zajął jednego stanowiska wobec spokojnej rewolucji. Tradycjonaliści, jak np. François-Albert Angers i jezuita Jean Genest, byli przeciwni m.in. interwencjonizmowi państwowemu i reformie edukacji. Z kolei dominikanie z Montrealu na łamach swojego czasopisma „Maintenant” popierali modernizację Quebecu. Współcześnie Quebec pozostaje jedną z najbardziej zsekularyzowanych prowincji Kanady pomimo wysokiego odsetka osób deklarujących przynależność do Kościoła rzymskokatolickiego.